# Pont Jules-César
Pour les articles homonymes, voir Jules César (homonymie).
Le Pont Jules-César est un pont de Nantes qui enjambe la Chézine à l'ouest de la ville.

## Historique
Le pont est achevé en 1879. À cette époque, la Chézine marquait la limite administrative entre Nantes et la commune de Chantenay-sur-Loire.
Son nom viendrait d'une légende, selon laquelle l'illustre conquérant aurait remonté la rivière jusqu’à ce lieu-dit du « Repos de Jules César » lors d'une campagne militaire contre les Vénètes d'Armorique. En réalité, les historiens doutent fort que le général romain soit venu dans la région durant cette période (56 av. J.-C.). Il est certain, par contre, qu'il fit ordonner la construction de galères sur la Loire, afin que les légions de Rome puissent aller vaincre les Vénètes lors de la bataille du Morbihan.

## Description

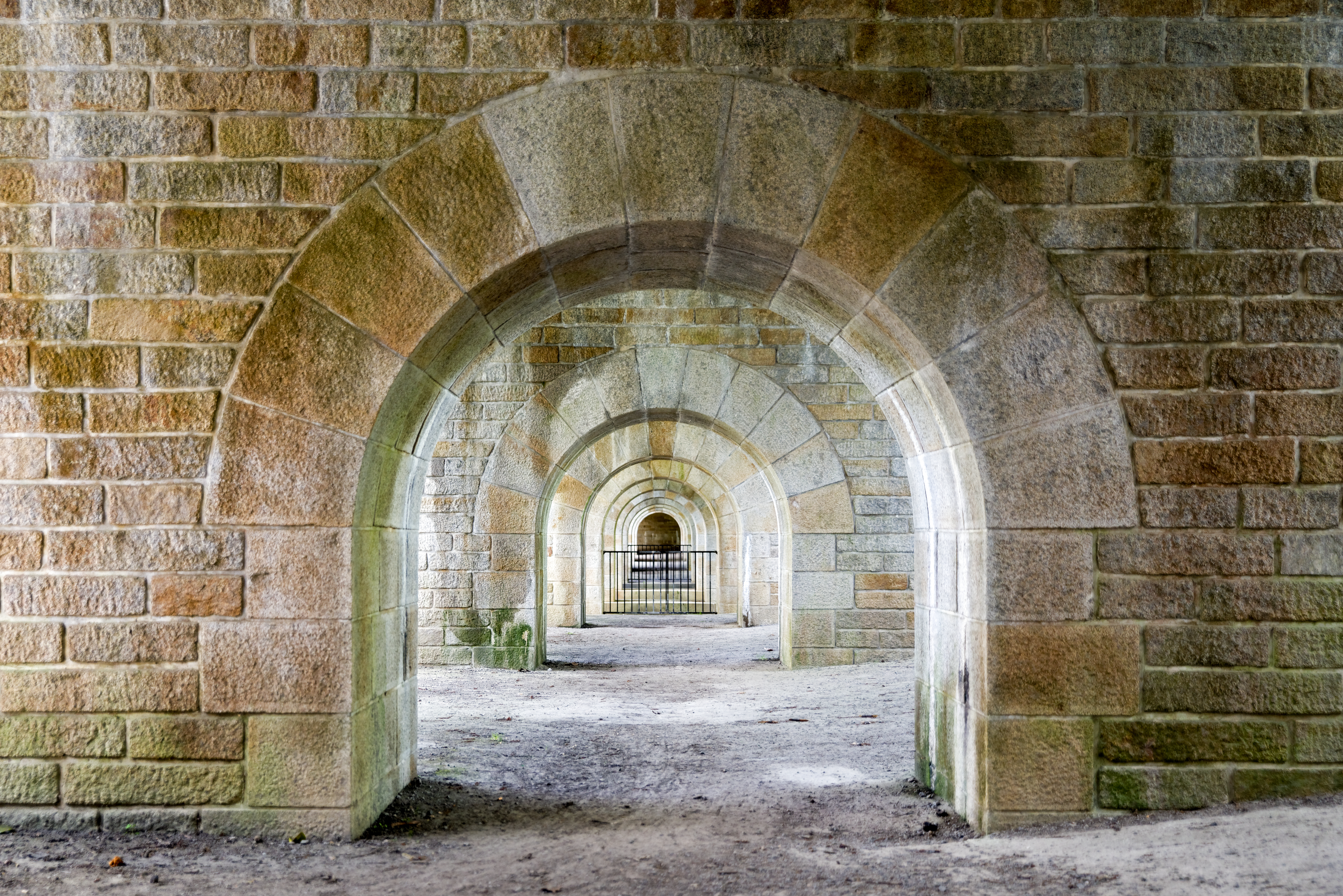
Pont Jules César

Les arches de ce pont, en pierres blanche, supportent l'extrémité sud du boulevard des Anglais et assurent la séparation entre les parcs de Procé (à l'est) et le val de la Chézine (à l'ouest). Le parapet est en briques.

## Sources
- Édouard Pied, Notices sur les rues de Nantes, A. Dugas, 1906, 331 p., p. 68.